# Talkin' 'Bout Your Generation
Talkin' 'Bout Your Generation è un quiz show australiano prodotto da Granada Productions e trasmesso per la prima volta il 5 maggio 2009. Dal 2018 va in onda sulla rete Nine Network.

## 2009-2012
Presentato da Shaun Micallef, Talkin' 'Bout Your Generation è un quiz che consiste nel confronto culturale fra tre squadre, ognuna delle quali rappresenta una generazione. I capitani delle squadre sono Amanda Keller (generazione Baby Boomers), Charlie Pickering (generazione X) e Josh Thomas (generazione Y). Ogni capitano è accompagnato da un ospite diverso in ogni episodio.

## 2018-2019
Presentato da Shaun Micallef, Talkin' 'Bout Your Generation è un quiz che consiste nel confronto culturale fra tre squadre, ognuna delle quali rappresenta una generazione. I capitani delle squadre sono Robyn Butler (generazione X), Andy Lee (generazione Y) e Laurence Boxhall (generazione Z). Ogni capitano è accompagnato da un ospite diverso in ogni episodio.

## Stagione 1 (2009)
- Episodio 1: George Negus (Baby Boomers), Arj Barker (Generation X), Ruby Rose (Generation Y)
- Episodio 2: Peter Rowsthorn (Baby Boomers), Dylan Lewis (Generation X), Patience Hodgson (Generation Y)
- Episodio 3: Ian 'Dicko' Dickson (Baby Boomers), Stephen Curry (Generation X), Rebel Wilson (Generation Y)
- Episodio 4: Ian Smith (Baby Boomers), Lawrence Leung (Generation X), Maeve Higgins (Generation Y)
- Episodio 5: Kirk Pengilly (Baby Boomers), Kat Stewart (Generation X), Rhys Uhlich (Generation Y)
- Episodio 6: Marcia Hines (Baby Boomers), Matt Welsh (Generation X), Dave Thornton (Generation Y)
- Episodio 7: Benita Collings (Baby Boomers), Kram (Generation X), Alyssa Sutherland (Generation Y)
- Episodio 8: Greedy Smith (Baby Boomers), Sophie Lee (Generation X), Matt Lee (Generation Y)
- Episodio 9: Jonathan Coleman (Baby Boomers), Tim Rogers (Generation X), Gracie Otto (Generation Y)
- Episodio 10: Henry Roth (Baby Boomers), Rove McManus (Generation X), Cassie Davis (Generation Y)
- Episodio 11: Tony Martin (Baby Boomers), Kate Langbroek (Generation X), Margot Robbie (Generation Y)
- Episodio 12: Denise Scott (Baby Boomers), Samuel Johnson (Generation X), Faustina Agolley (Generation Y)
- Episodio 13: Gretel Killeen (Baby Boomers), Carey Hart (Generation X), Andy Lee (Generation Y)
- Episodio 14: Noeline Brown (Baby Boomers), Angus Sampson (Generation X), Nikki Webster (Generation Y)
- Episodio 15: Denise Drysdale (Baby Boomers), Claudia Karvan (Generation X), Hamish Blake (Generation Y)
- Episodio 16: Jimmy Barnes (Baby Boomers), Chris Brown (Generation X), Hayley Pearson (Generation Y)
- Episodio 17: Kerri-Anne Kennerley (Baby Boomers), Wil Anderson (Generation X), Josh Lawson (Generation Y)
- Episodio 18: Denise Scott (Baby Boomers), Dylan Lewis (Generation X), Ruby Rose (Generation Y)